# Назарьев, Георгий Андреевич
Гео́ргий Андре́евич Назарьев (1925—1994) — капитан Советской Армии, участник Великой Отечественной войны, Герой Советского Союза (1945).

## Биография
Георгий Назарьев родился 10 июня 1925 года в Рязани. В 1930 году вместе с семьёй переехал в Тамбов, где окончил семь классов школы. В 1943 году Назарьев был призван на службу в Рабоче-крестьянскую Красную Армию. С февраля 1944 года — на фронтах Великой Отечественной войны. Был ранен. К январю 1945 года гвардии сержант Георгий Назарьев командовал отделением автоматчиков 17-й гвардейской механизированной бригады 6-го гвардейского механизированного корпуса 4-й танковой армии 1-го Украинского фронта. Отличился во время Висло-Одерской операции.
25 января 1945 года отделение Назарьева в числе первых переправилось через Одер и атаковало вражеские траншеи. В том бою Назарьев лично уничтожил 6 немецких солдат, ещё 3 взял в плен. Во время штурма города Олау (ныне — Олава) он уничтожил пулемётный расчёт и 3 солдат противника.
Указом Президиума Верховного Совета СССР от 10 апреля 1945 года за «мужество и героизм, проявленные в боях» гвардии сержант Георгий Назарьев был удостоен высокого звания Героя Советского Союза с вручением ордена Ленина и медали «Золотая Звезда» за номером 4795.
После окончания войны Назарьев продолжил службу в Советской Армии. Окончил курсы младших лейтенантов. В 1950 году в звании капитана он был уволен в запас. В 1954 году Назарьев окончил Тамбовский автотранспортный техникум, после чего жил в городе Рославле Смоленской области, работал в автоколоннах, затем на авторемонтном заводе, заводе алмазных инструментов. Скончался 2 августа 1994 года, похоронен на Вознесенском кладбище Рославля.
Почётный гражданин Рославля. Был также награждён орденом Отечественной войны 1-й степени и рядом медалей.